# 梅達拉 (佛羅里達州)
梅達拉（英語：Medulla）是位於美國佛羅里達州波爾克縣的一個人口普查指定地區。

## 地理
梅達拉的座標為27°57′45″N 81°58′51″W / 27.96250°N 81.98083°W，而該地最高點為海拔高度49米（即161英尺）。

## 人口
根據2010年美國人口普查的數據，梅達拉的面積為14.70平方千米，當中陸地面積為14.70平方千米，而水域面積為0.00平方千米。當地共有人口8892人，而人口密度為每平方千米604人。